# Annibale Carracci
Annibale Carracci (n. 3 noiembrie 1560, Bononia, Statele Papale – d. 15 iulie 1609, Roma, Statele Papale) a fost un pictor italian care și-a desfășurat activitatea în Bologna și mai târziu la Roma. Împreună cu frații săi, Annibale a fost unul dintre precursorii,  dacă nu fondatorii stilului baroc. El a împrumutat diferite stiluri atât din nordul cât și din sudul regiunii sale natale și a aspirat la o revenire a artei la monumentalitatea clasică îmbogățită cu adăugiri de elemente pline de dinamism. Discipolii lui Carracci, ale căror opere pot fi văzute în galeria de la Palazzo Farnese din Roma, au influențat pictura italiană pentru mai multe decenii.
Spre deosebire de rezultatele neroditoare ale manierismului târziu, el a propus o revigorare a picturii italiene din secolul al XVI-lea, reușind să coaguleze o sinteză a mai multor școli renanscentiste: Rafael, Michelangelo, Correggio, Titian și Veronese. Toți aceștia au avut o influență hotărâtoare asupra activității lui Carracci. Modernizarea și revigorarea tradițiilor au fost bazele artei sale. Cu Caravagio și Rubens, el și-a adus contribuția la crearea condițiilor necesare  nașterii picturii baroce.
Un rol important în evoluția carierei sale artistice, l-au avut fratele lui, Agostino Carracci, și vărul lui, Ludovico Carracci. Amândoi au fost pictori foarte talentați cu care Annibale a avut la începuturile carierei un atelier comun. Cu aceștia a colaborat Carracci de mai multe ori, chiar și în perioada sa târzie.

## Cronologia operelor

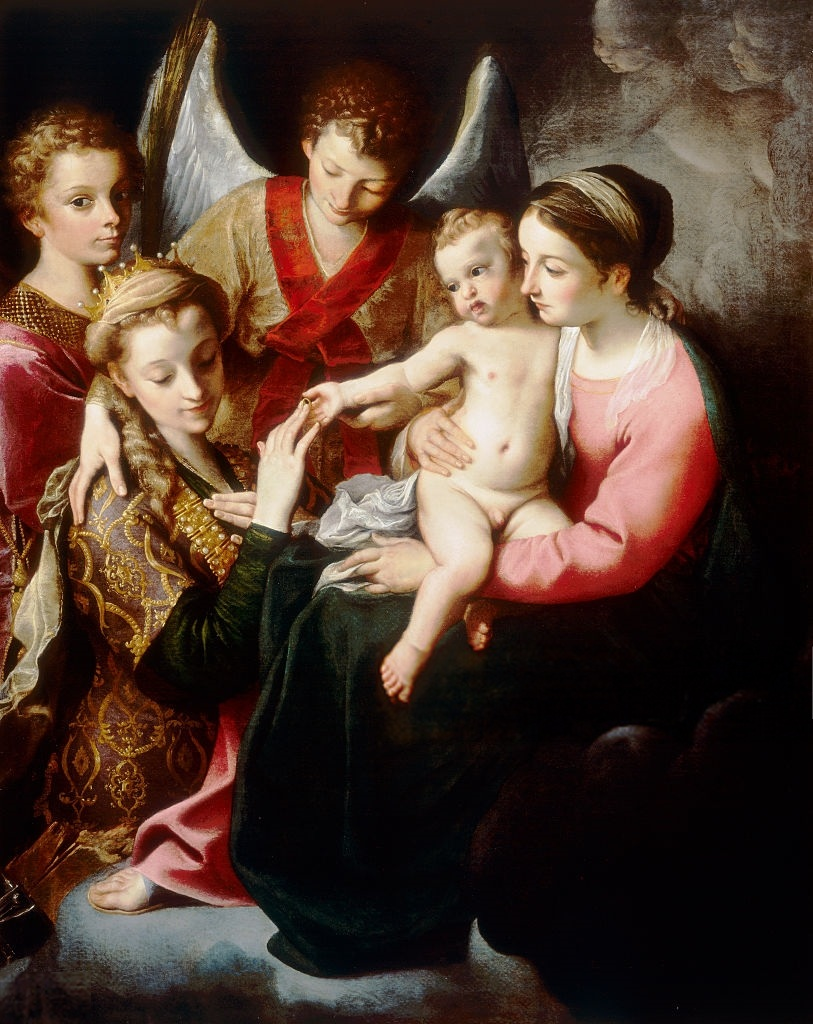
Căsătoria St. Catherine

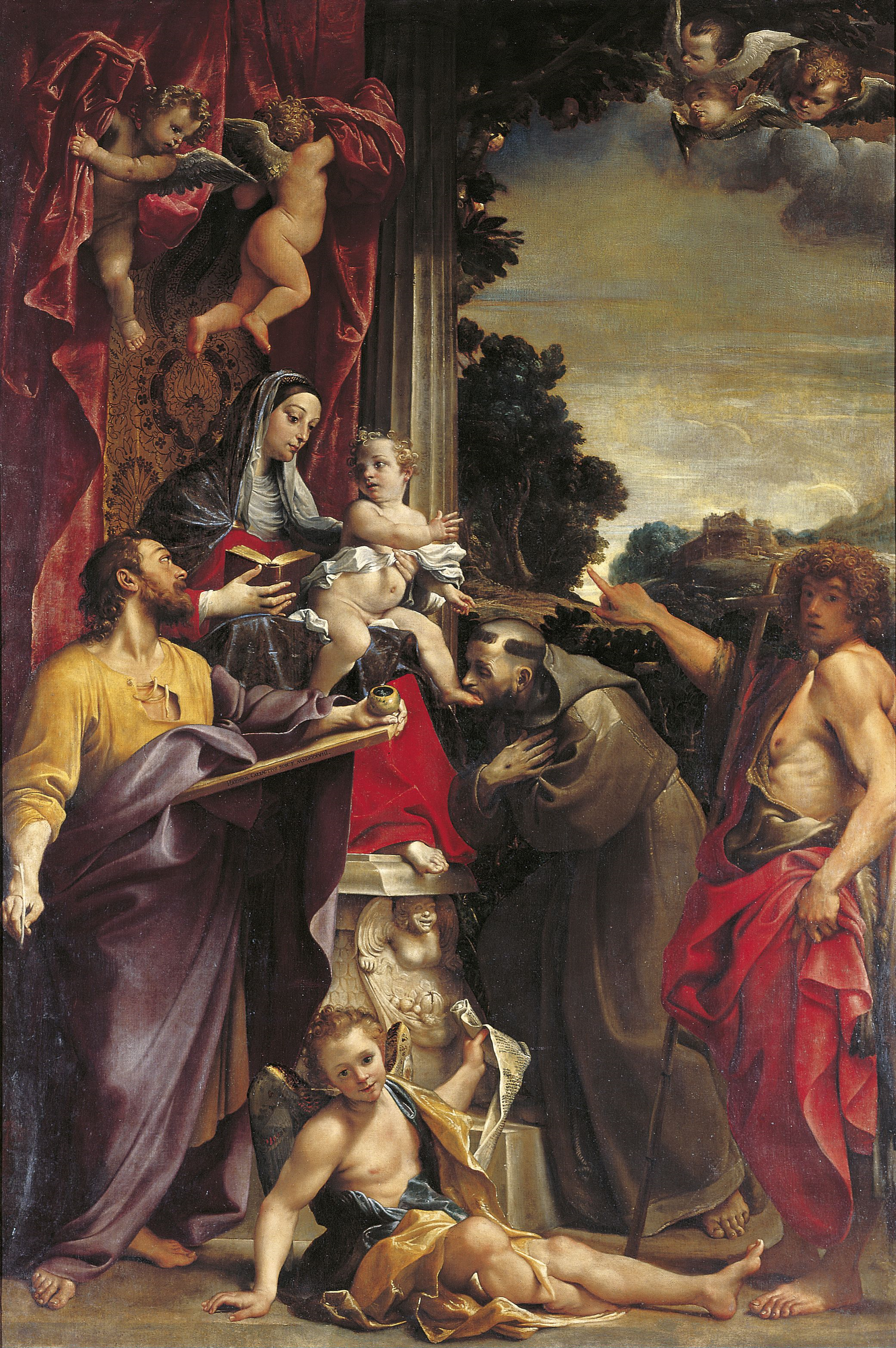
Madonna Înscăunată cu Sfântul Matei

- Adormirea Maicii (c. 1590) -Ulei pe panza, 130 x 97 cm, Museo del Prado
- Botezul lui Hristos (1584) -Ulei pe panza, San Gregorio , Bologna
- Beaneater (1580-1590) -ulei pe pânză, 57 x 68 cm, Galleria Colonna , Roma
- Măcelărie (1580) -Ulei pe panza, 185 x 266 cm, Galerie Foto Christ Church , Oxford
- Crucificarea (1583) -Ulei pe panza, 305 x 210 cm, Santa Maria della Carità, Bologna
- Cadavrul lui Hristos (c. 1583-1585) -Ulei pe panza, 70,7 x 88,8 cm, Staatsgalerie Stuttgart
- Coborârea de pe cruce (1580-1600) Sf . Ana, Manchester
- Pescuit (înainte de 1595) -Ulei pe pânză, 136 x 253 cm, Musée du Louvre
- Vânătoare (înainte de 1595) -Ulei pe pânză, 136 x 253 cm, Musée du Louvre
- Tineretul Laughing (1583) -ulei pe hârtie, Galleria Borghese , Roma
- Madonna Inscaunat cu St Matthew (1588) -Ulei pe panza, 384 x 255 cm, Gemäldegalerie , Dresden
- Mystic Căsătoria St Catherine (1585-1587) -Ulei pe panza, Museo Nazionale di Capodimonte , Napoli
- Venus, Adonis și Cupidon (c. 1595) -Ulei pe panza, 212 x 268 cm, Museo del Prado , Madrid
- " Jupiter si Juno " (c 1597.) - Farnese Galeria, Roma
- River Peisaj (c. 1599) -Ulei pe panza, Galeria Nationala de Arta , Washington, DC
- Venus și Adonis (c. 1595) -Ulei pe pânză, 217 x 246 cm, Kunsthistorisches Museum , Viena
- Venus cu Satyr și Cupids (c. 1588) -Ulei pe panza, 112 x 142 cm, Uffizi , Florența
- Fecioara apare în Luca Saints și Catherine (1592) -ulei pe pânză, 401 x 226 cm, Musée du Louvre , Paris
- Frescele (1597-1605) în Palazzo Farnese , Roma
- Adormirea Maicii Domnului (1600-1601) -Ulei pe panza, 245 x 155 cm, Santa Maria del Popolo , Roma
- Plângerile lui (1606) -Ulei pe panza, 92,8 x 103,2 cm, National Gallery , Londra
- Adormit Venus (c. 1603) -Ulei pe panza, 190 x 328 cm, Musée Condé , Chantilly, Oise
- Fuga în Egipt (1603) -ulei pe pânză, 122 x 230 cm, Galleria Doria Pamphilj , Roma
- Alegerea Heracles (c. 1596) -Ulei pe panza, 167 x 273 cm, Museo Nazionale di Capodimonte , Napoli
- Batjocoritoare lui Hristos (c. 1596) -Ulei pe pânză, 60 x 69,5 cm, Pinacoteca Nazionale
- Pietà (1599-1600) -Ulei pe panza, 156 x 149 cm, Museo Nazionale di Capodimonte , Napoli
- Domine quo vadis? (1601-1602) -Ulei de pe panoul, 77,4 x 56,3 cm, National Gallery , Londra
- Restul pe zbor în Egipt (c. 1600) -Ulei pe panza, cu diametrul de 82,5 cm, Muzeul Hermitage , Sankt - Petersburg
- Autoportret în profil (1590) -Ulei pe panza, Uffizi , Florența
- Autoportret (c. 1604) -Ulei pe lemn, 42 x 30 cm, Muzeul Hermitage , Sankt - Petersburg
- Martiriul Sfântului Ștefan (1603-1604) -Ulei pe pânză, 51 x 68 cm, Louvre , Paris
- Triptic (1604-1605) -Ulei pe cupru și panou, 37 x 24 cm (panou central), 37 x 12 cm (fiecare aripă), Galleria Nazionale d'Arte Antica , Roma
- Femeile Sfinte la Mormântul lui Hristos Ulei pe panza, Muzeul Ermitaj , Sankt Petersburg
- Atlante Sanguine, Louvre , Paris
- Desene (expoziție, Galeria Națională de Artă )

## Galerie imagini

Tematică religioasă
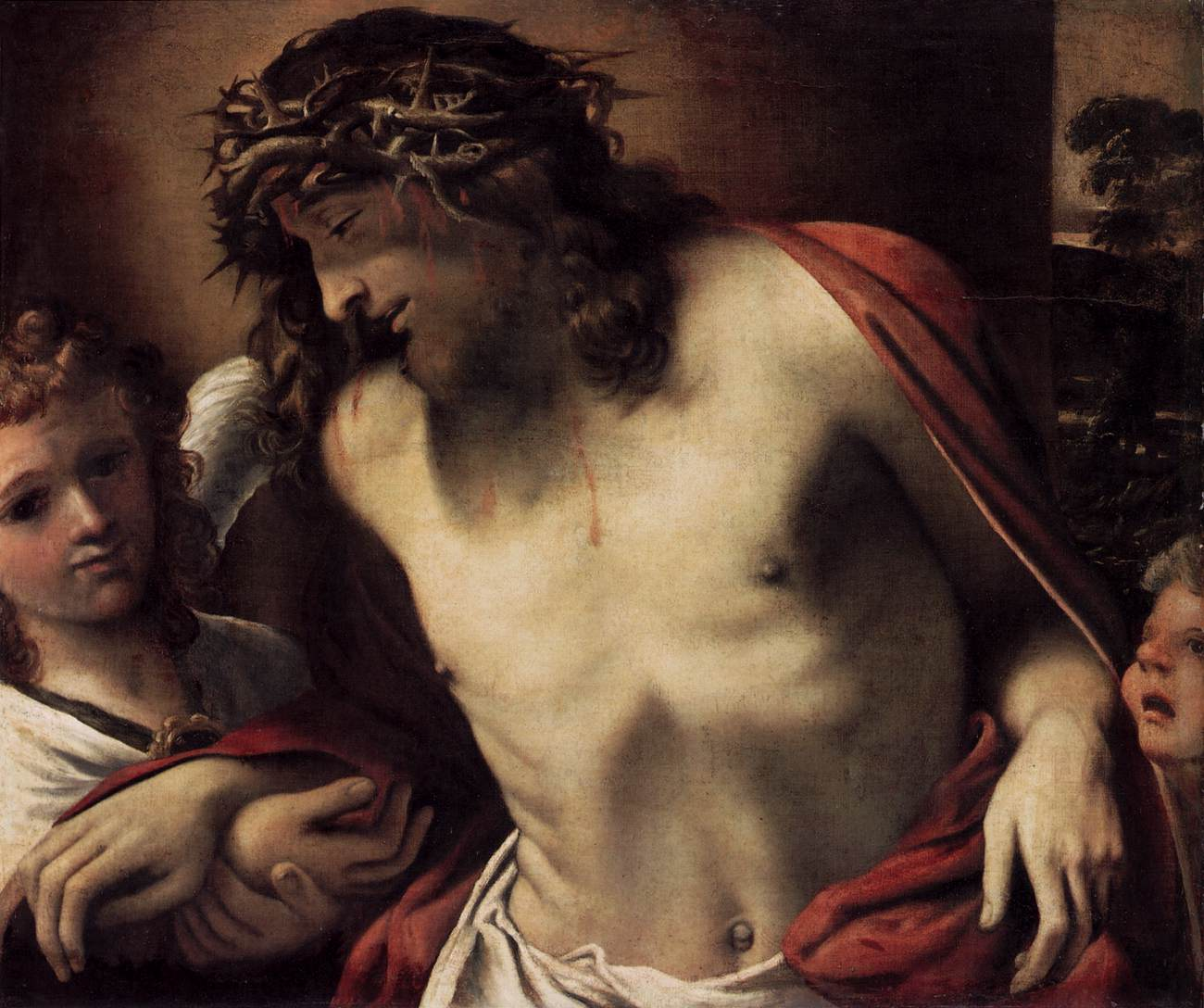
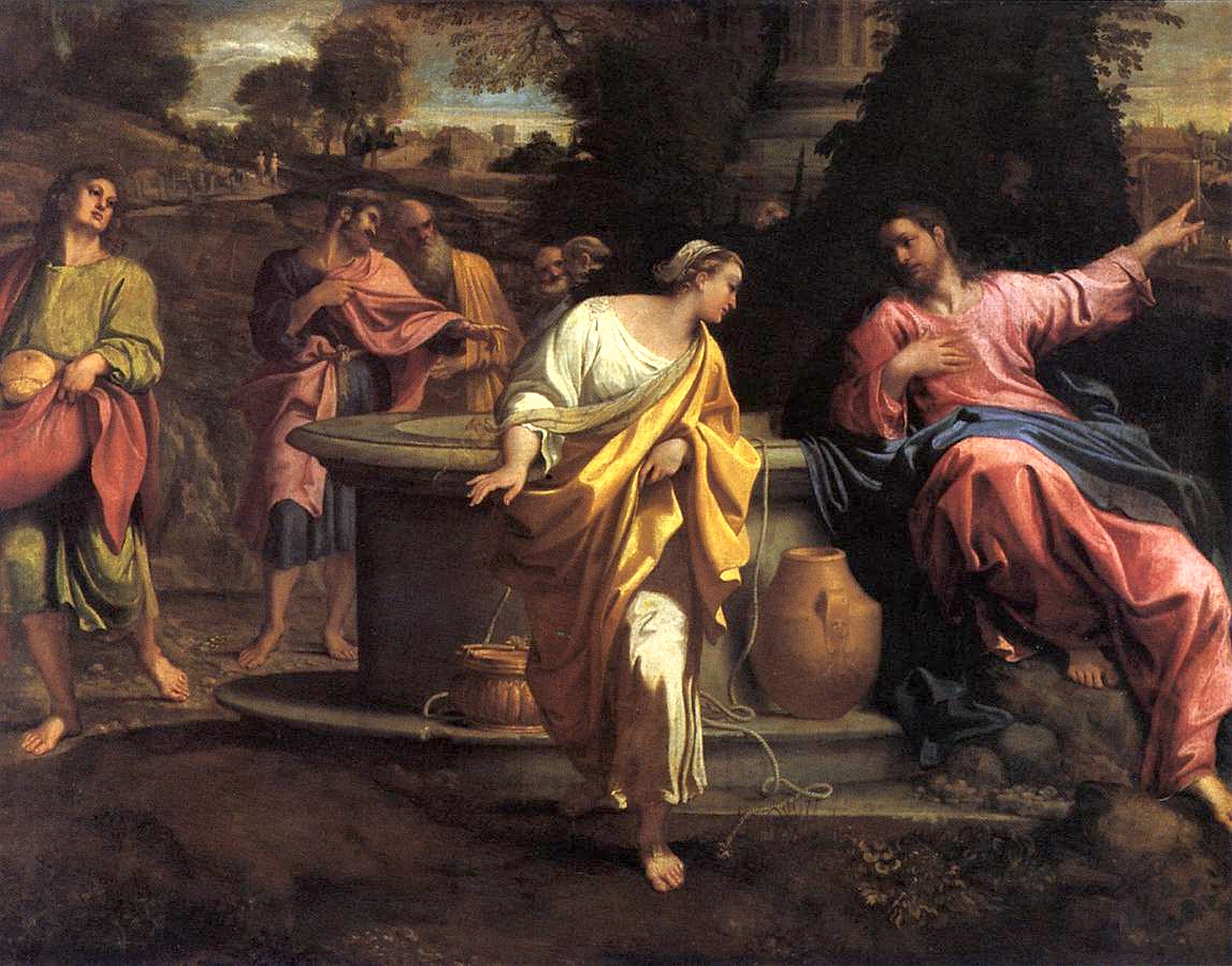
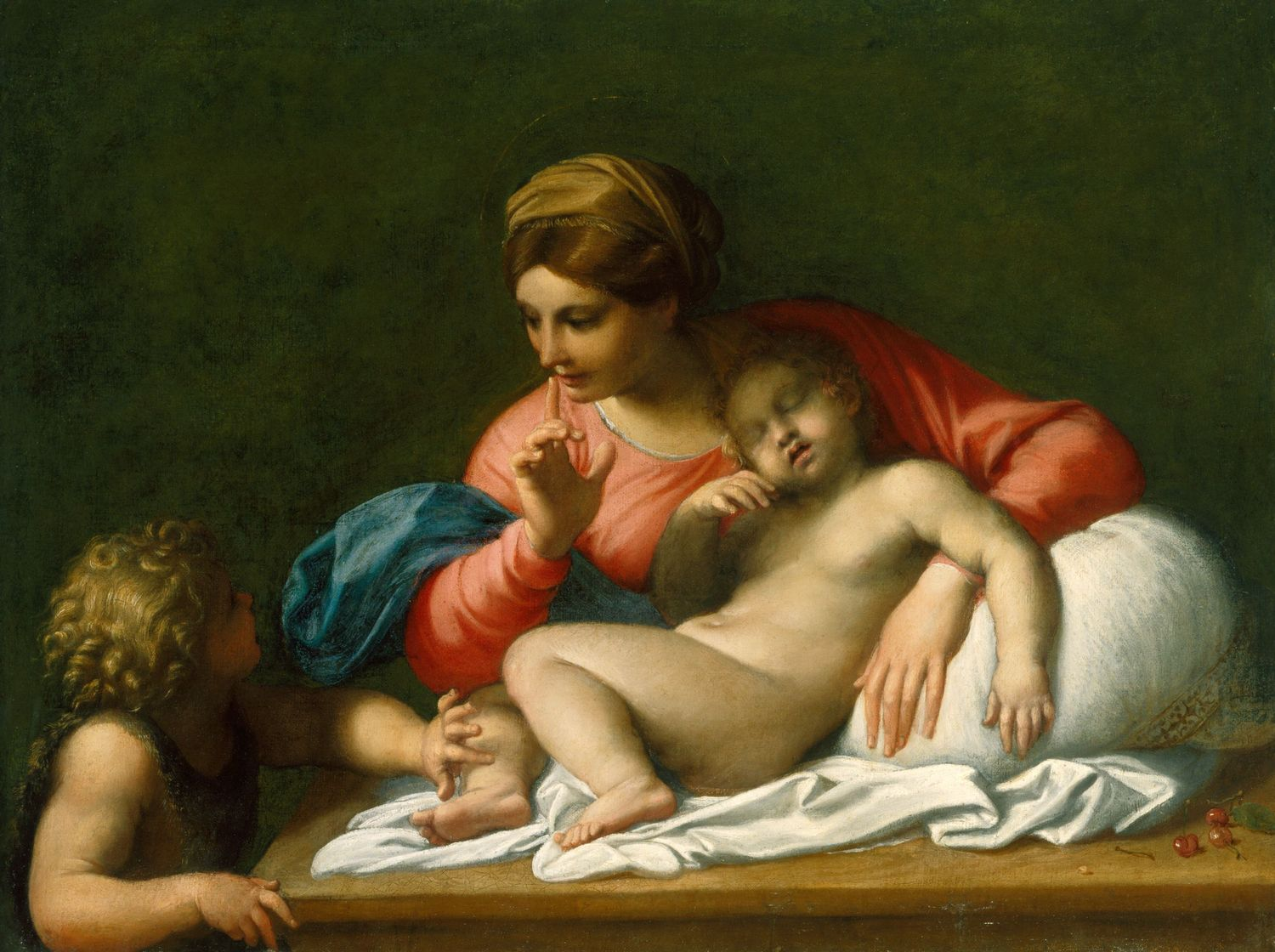
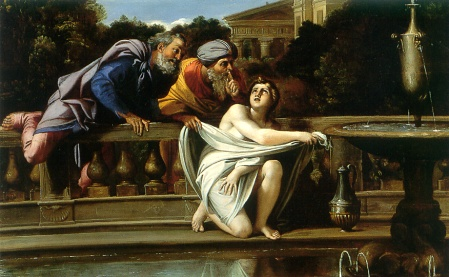
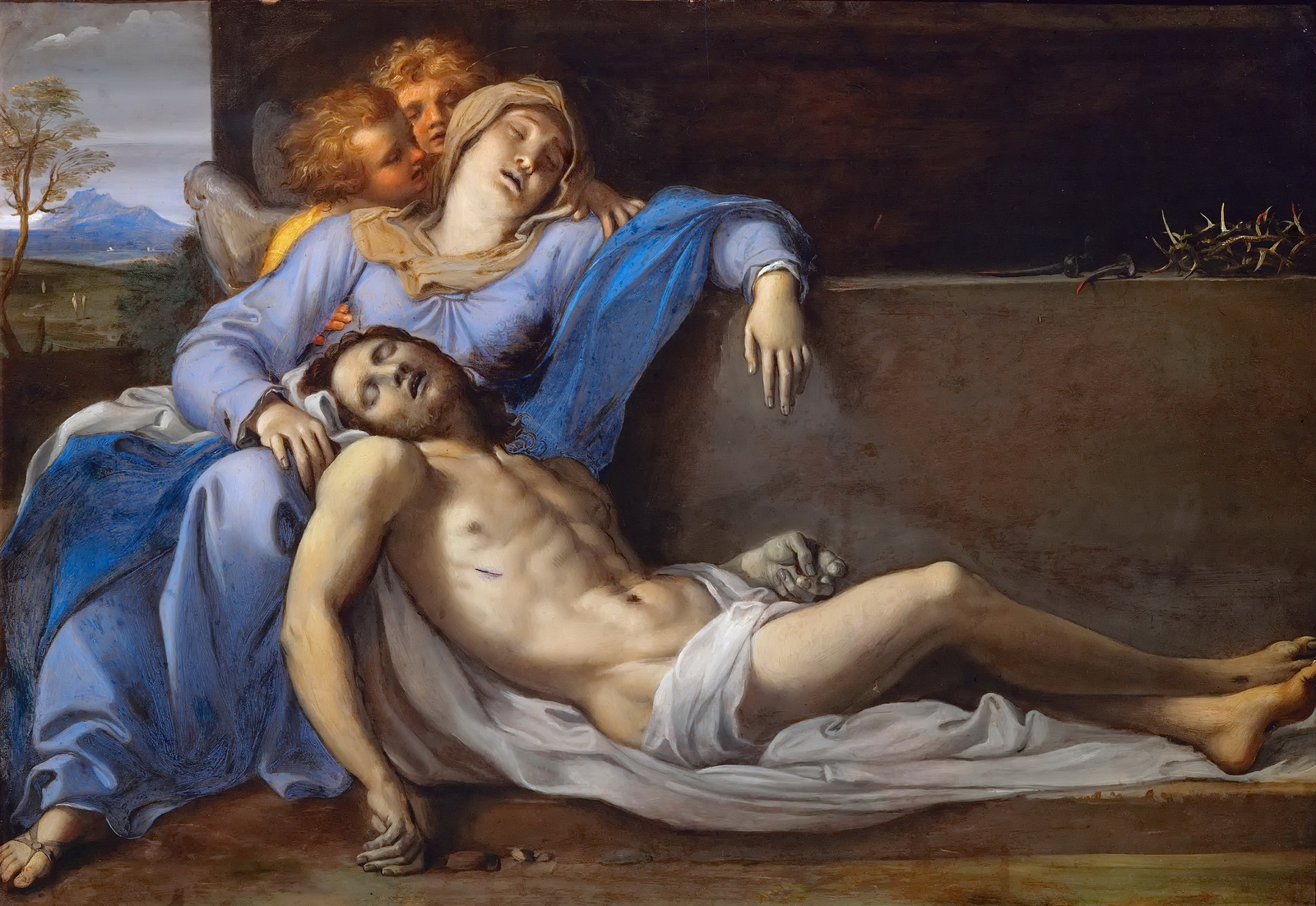
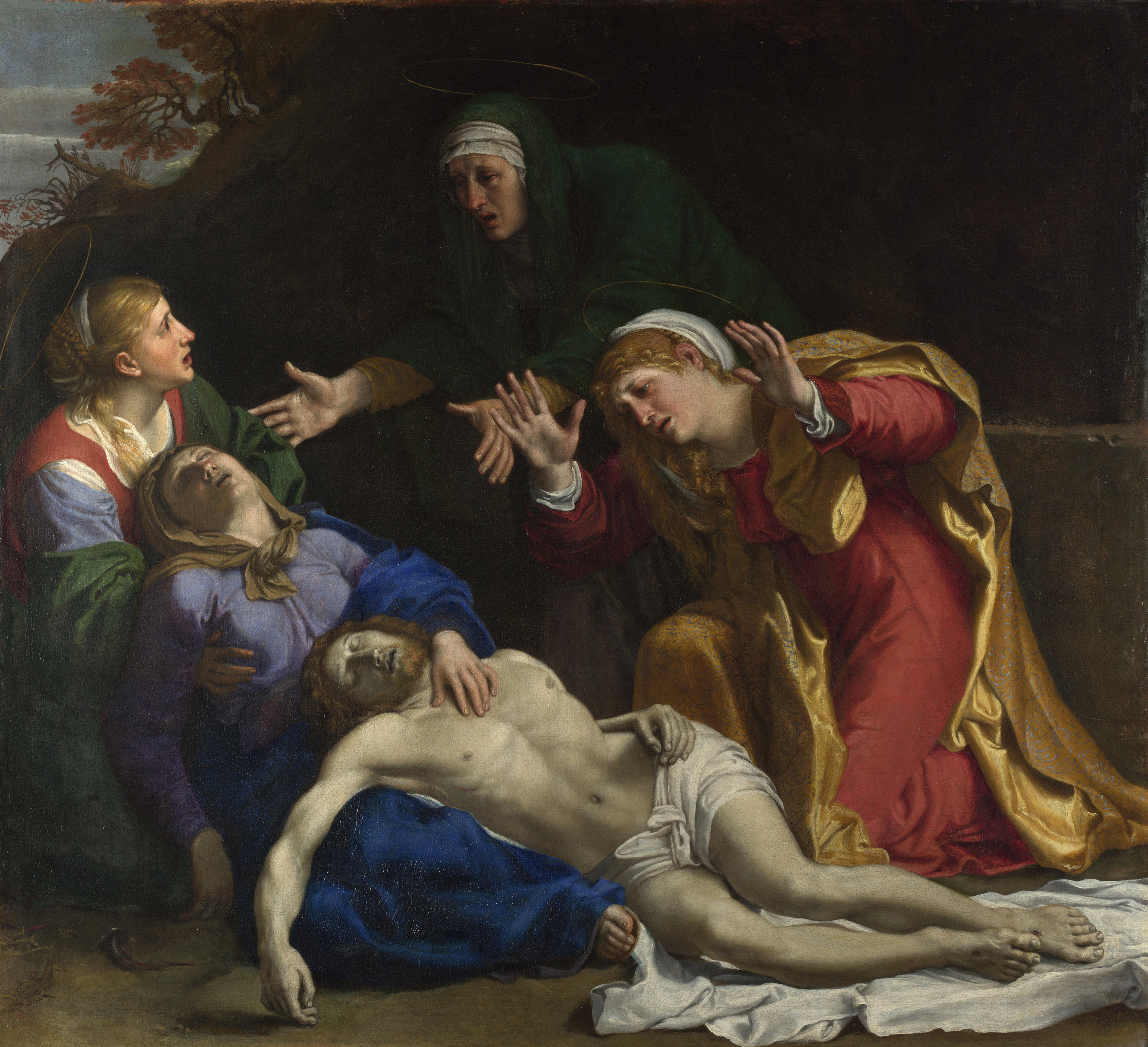
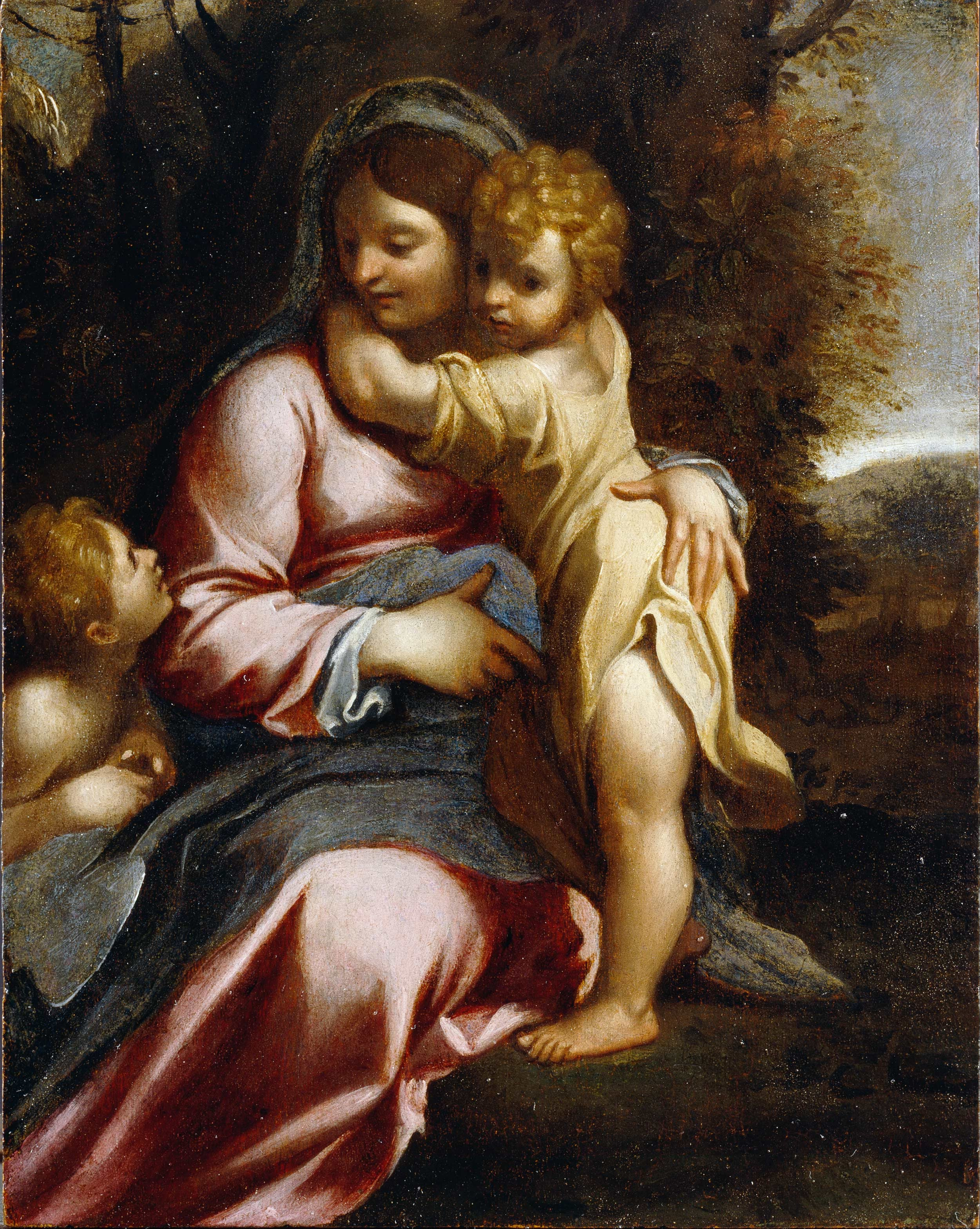
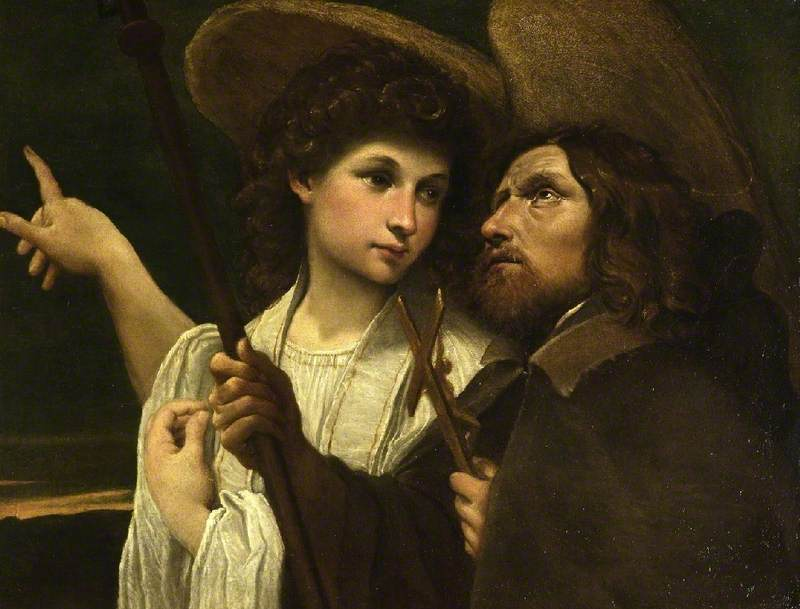